# Aestimatio (Recht)
Die aestimatio (auch æstimatio oder eingedeutscht Ästimation; lat. aestimare: „schätzen“, „einschätzen“, „bewerten“, „beurteilen“) bezeichnet in der Rechtswissenschaft den römischen Begriff für Werten, Schätzen und damit einerseits die Regeln für Quantifizierung in Geld oder andererseits für folgerichtige Ermittlung von Rechtsfolgen eines Geschehens.

## Zivilrecht
Im Zivilrecht entwickelte sich der Rechtsgedanke der Unbezahlbarkeit von Personenschäden. Dieser entwickelte sich dahingehend fort, dass man annahm, immaterielle Schäden könnten nicht in Geld ersetzt werden:
- libertas est inaestimabilis[1] – Die Freiheit hat keinen Preis. Freiheitsverletzungen können in Geld nicht abgegolten werden.
- liberum corpus nullam recipit aestimationem[2] – Ein Freier lässt sich nicht in Geld schätzen. Für Körperverletzung kann nur Ersatz für Heilungskosten und Verdienstausfall gefordert werden, nicht für Schmerzen; vgl. heute §§ 842 f. BGB.
- infinita aestimatio est libertatis et necessitudinis[3] – Die Freiheit und die Angehörigen sind unbezahlbar. Für ihren Entzug kann kein Geld gefordert werden; vgl. heute jedoch §§ 844 f. BGB.

Diese Regeln sind im modernen deutschen Zivilrecht rezipiert und bilden den Grundsatz des Ersatzes materieller (in Geld messbarer) Schäden. Nur ausnahmsweise wird die Erstattung immaterieller Schäden (§ 253 BGB) gewährt, so ein eng gefasstes Schmerzensgeld (§ 847 BGB a.F.), § 651f BGB; außerhalb des BGB in: § 97 Abs. 2 UrhG, § 40 Abs. 3 SeemG, § 7 Abs. 3 StrEG.

## Strafrecht
Unter dem Stichwort aestimatio ex post haben sich im Strafrecht ebenfalls Grundsätze herausgebildet. Daran knüpfen die Strafzumessung und die Eingrenzung ihrer maßgeblichen Umstände. Ausgangspunkt ist die Privilegierung der Tatzeitumstände im Verhältnis zu späteren Umständen: numquam crescit ex post facto praeteriti delicti aestimatio – ein Delikt darf auf Grund späterer Ereignisse nicht schwerer bewertet werden (vergleiche § 46 StGB).

## Prozessrecht
Das römische Prozessrecht war ergebnisorientiert ausgestaltet, und zugleich sind die Grenzen zwischen Zivil- und Strafrecht fließend, sodass Prozessregeln für beide Bereiche gelten. Bei Stellung eines Anspruchs oder Erhebung einer Klage war es üblich, das Ziel zu benennen, was dann den Gang des Prozesses spezifisch beeinflusste.
Litis aestimatio, allgemein für Geldprozess, bezeichnet jede prozessuale Handlung zur Geltendmachung einer Geldforderung anstelle eines anderen Anspruchs, der eigentlich nicht auf Geld gerichtet ist.
Aestimatio capitis („Schätzung des Hauptes“) ist eine Regel für die Bemessung einer Geldbuße oder Entschädigung bei Persönlichkeitsrechtsverletzung, die sich im Wesentlichen an Rang, Würde und Person des Verletzten orientierte. Sowohl der Grundsatz als auch der Terminus wurden lange im englischen Recht verwendet. Eine ähnliche Funktion hatten im altdeutschen Recht die sogenannten Wergelder, die ein Delinquent an den Verletzten oder seine Angehörigen zu zahlen hatte, um ihnen das Recht auf Fehde oder Selbstrache abzukaufen.